# Rör
För andra betydelser, se Rör (olika betydelser).

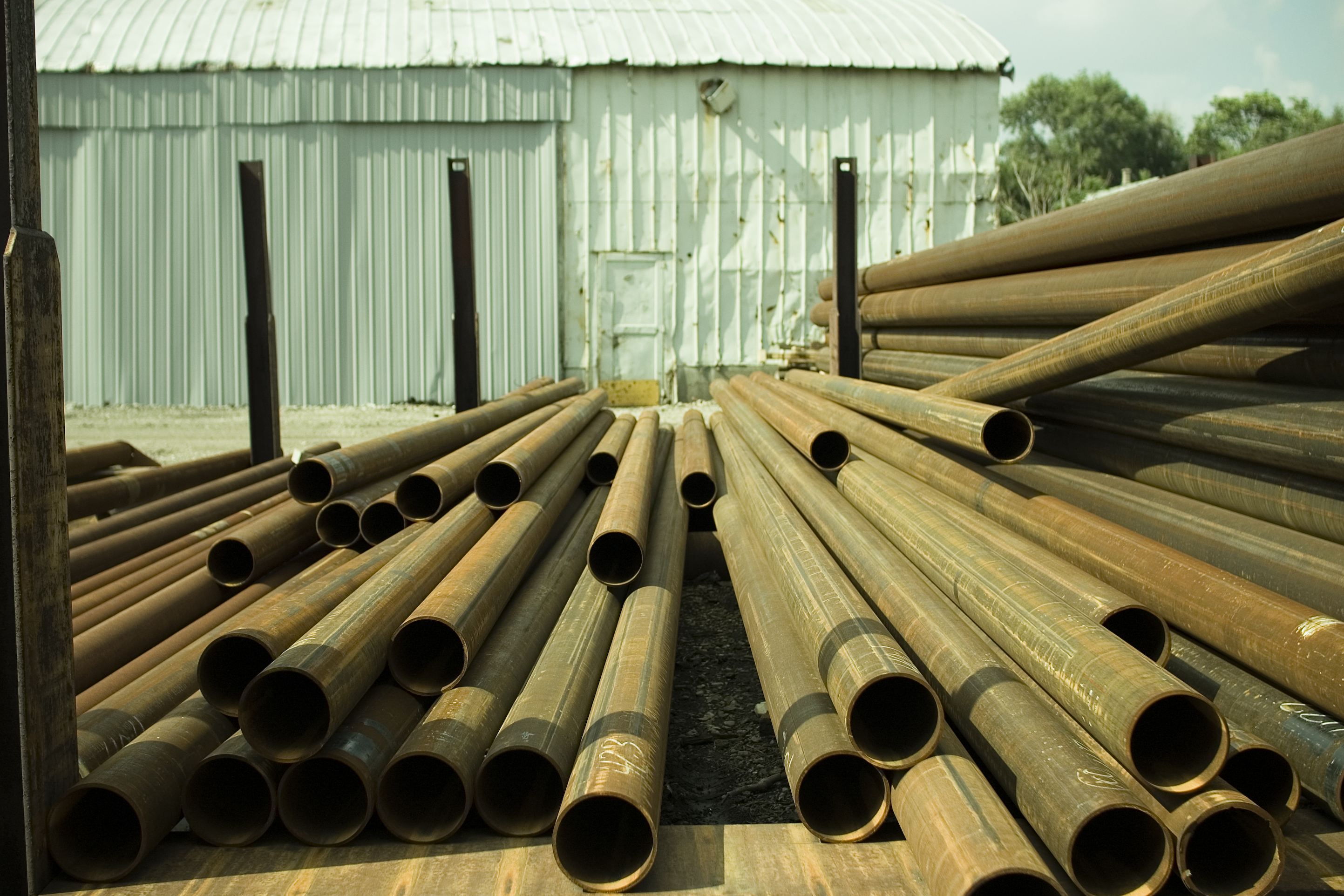
Förråd med ämnesrör.

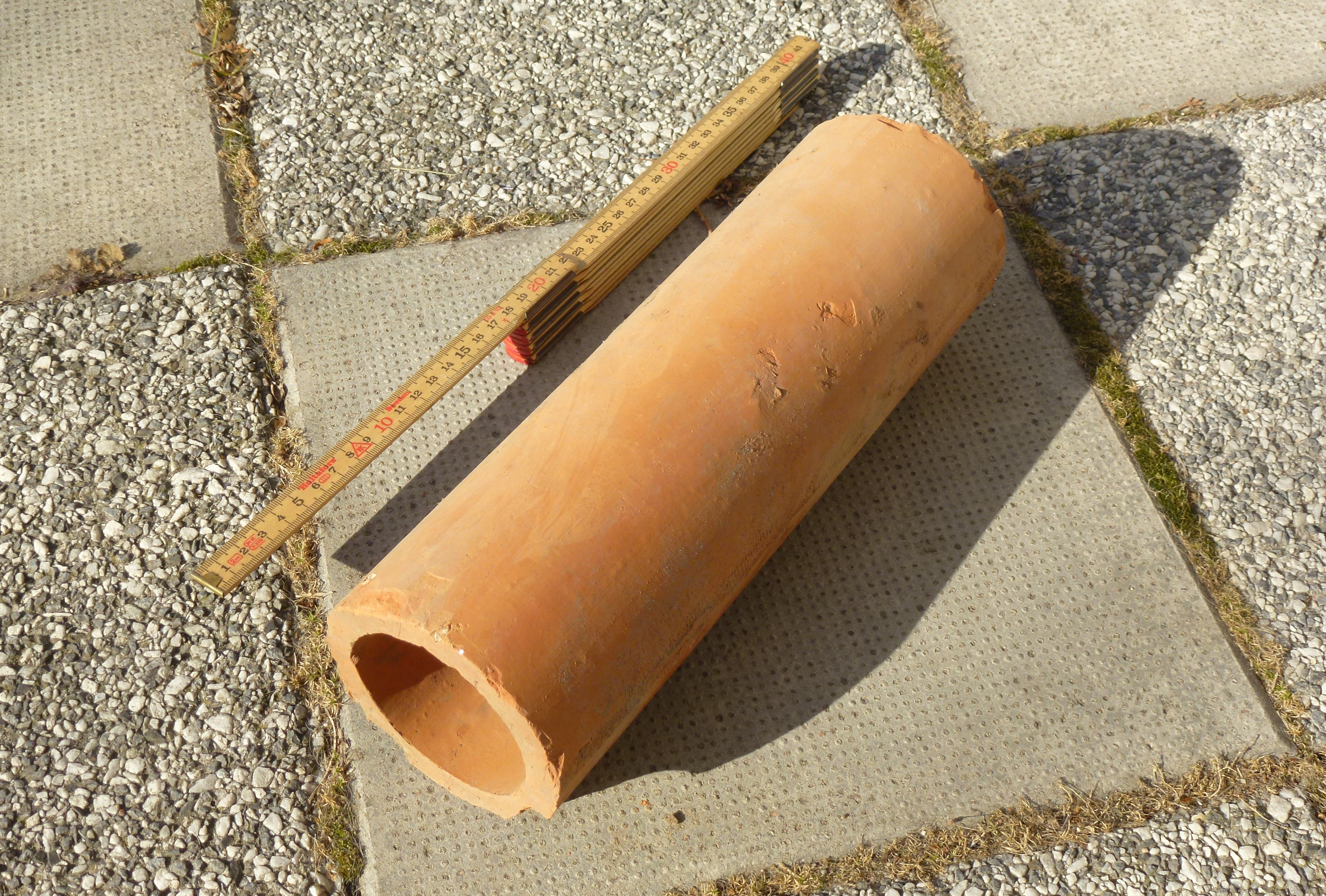
Tegelrör, för dränering.

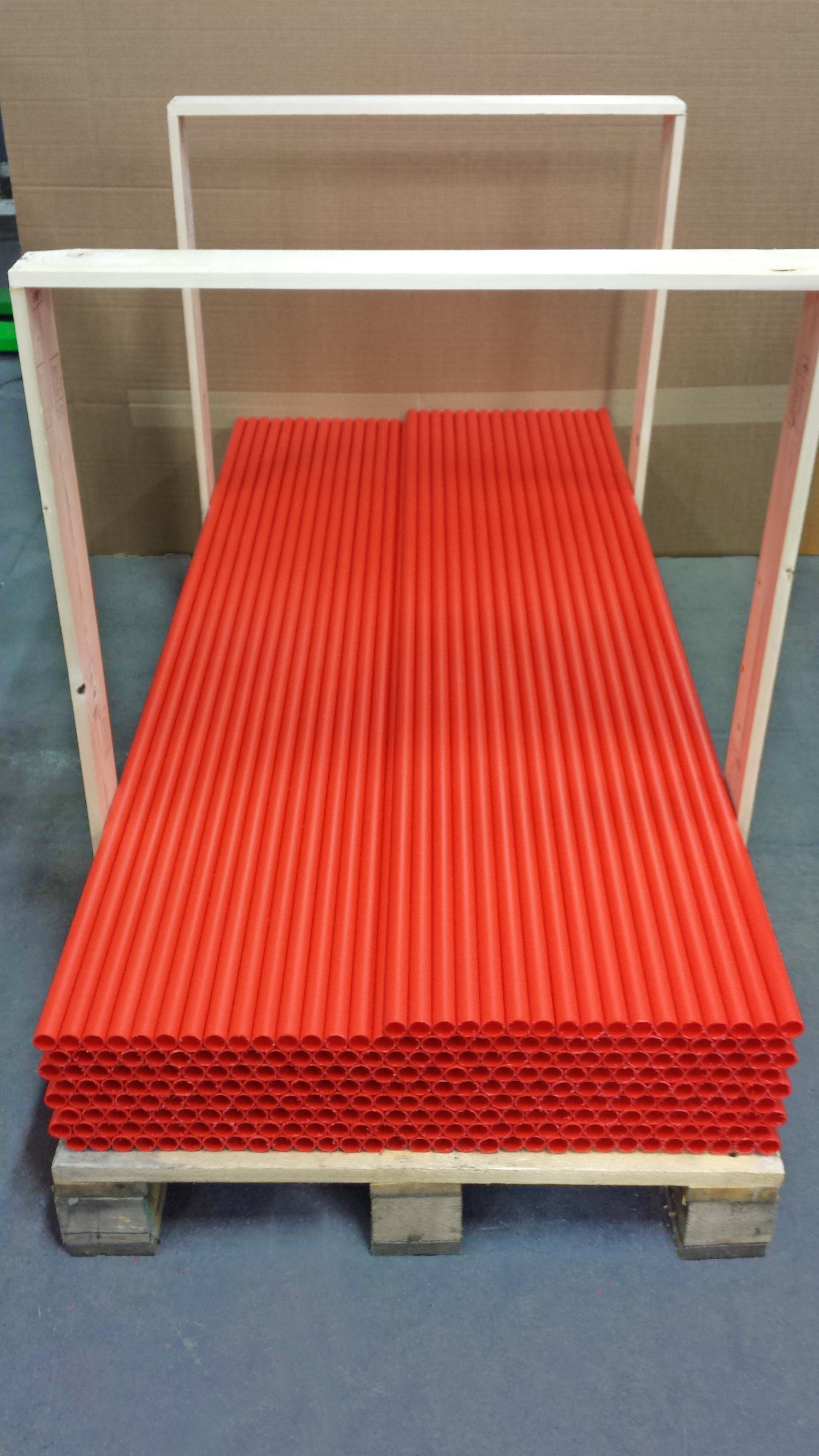
Extruderade plaströr i PP, i detta fallet är det snökäppar som markerar ut vägar. Tillverkade i specialframtagen PP som är extra tålig mot kyla.

Rör är ihåliga långsmala föremål som oftast har cirkulära tvärsnitt och relativt tunna väggar. Rör är ofta avsedda att leda vätska eller gas och är, enligt dagens språkbruk, styva, till skillnad från slangar som är böjliga. Även andra användningar förekommer, till exempel som konstruktionsmaterial och till ventilation. Rör tillverkas i många olika material.
Stuts är en förgrening på ett rör, oftast med mindre dimension än huvudröret.
En svivel är en koppling på en slang eller rör som möjliggör för den att vrida sig även under tryck.
Rörmått anges med ytterdiameter och innerdiameter eller ämnestjocklek.

## Material
Moderna rör kan vara gjorda av en mängd olika typer av material så som keramik, glas, tegel, fiberglas, metall, cement och plast. 